# کارشناسی هنرهای زیبا
کارشناسی هنرهای زیبا یا بی‌اف‌ای (به انگلیسی: BFA، مخفف Bachelor of Fine Arts) یک نوع مدرک دانشگاهی در سطح کارشناسی است که در ایالات متحده آمریکا و کانادا به فارغ‌التحصیلان رشته‌های هنرهای تجسمی و هنرهای نمایشی اعطا می‌شود.
تفاوت این مدرک با مدرک بی‌ای در آن است که در کارشناسی هنرهای زیبا قسمت عمدهٔ دورهٔ آموزشی شامل فعالیت‌های عملی می‌شود و تمرکز روی مباحث نظری کمتر است. در ایالات متحده معمولاً دو سوم دورهٔ کارشناسی هنرهای زیبا به تحصیل در خصوص یک هنر خاص اختصاص می‌یابد و یک سوم آن به علوم مقدماتی، در حالی که در بی‌ای این ترکیب برعکس است.
معمولاً مدرک کارشناسی هنرهای زیبا برای یک حوزهٔ هنری خاص ارائه می‌شود، که مثال‌های آن عبارتند از بازیگری، تئاتر موزیکال، طراحی بازی ویدئویی، هنر سرامیک، پویانمایی رایانه‌ای، رقص، درام، رسم، الیاف، فیلم‌سازی، جلوه‌های بصری، پویانمایی، طراحی گرافیک، تصویرسازی، طراحی صنعتی، هنرهای تجسمی، طراحی داخلی، فلزکاری، موسیقی، رسانه‌های جدید، نقاشی، عکاسی، چاپ دستی، مجسمه‌سازی، و برنامه تلویزیونی.